# Hans Liberg

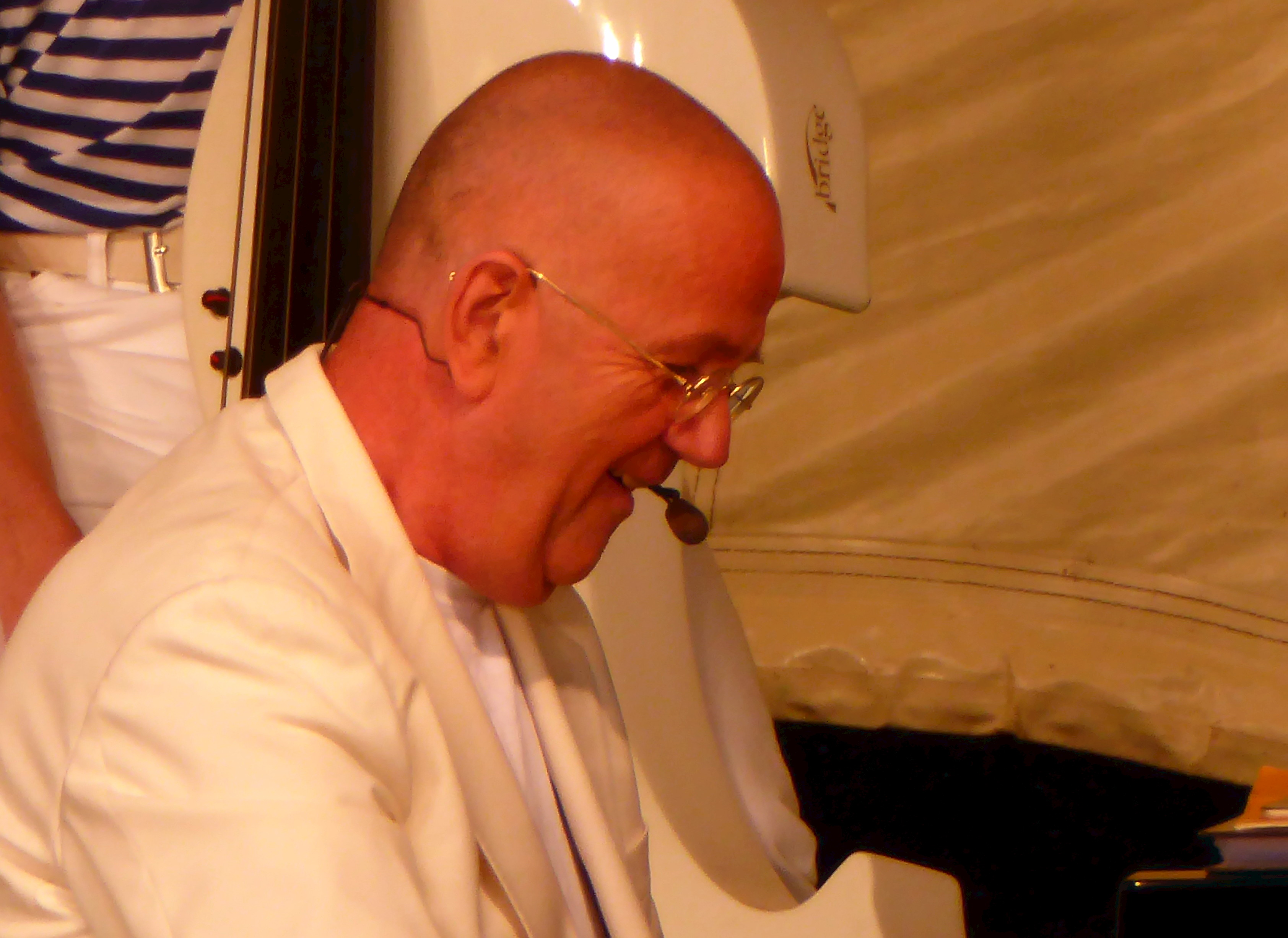
Hans Liberg (2015)

Hans Liberg (* 18. April 1954 in Amsterdam) ist ein niederländischer Pianist, Komponist und Komiker.

## Leben
Inspiriert durch das Klavierspiel seiner Großmutter hatte er früh den ersten Kontakt mit der Musik. Klavier und Gitarre waren die Instrumente, die er schon während der Schulzeit beherrschte. Später lernte er auch Klarinette, Banjo und Trompete. Mit 18 Jahren begann er sein Studium der Musikwissenschaft in Amsterdam. Seine Diplomarbeit verfasste er über das Thema Scat Vocals.
1981 spielte er sein erstes Bühnenstück, ein halbstündiges Kabarettprogramm, das anscheinend keinen Titel hatte. Seitdem tourt der Entertainer mit seinen Programmen durch Mitteleuropa und die USA und kann durch seine Mehrsprachigkeit das jeweilige örtliche Publikum muttersprachlich unterhalten.
Auf seiner Website bezeichnet er sich als „der neue Victor Borge“.
Liberg wohnt mit seiner Frau und seinen drei Kindern in der Nähe von Amsterdam.

## Programm

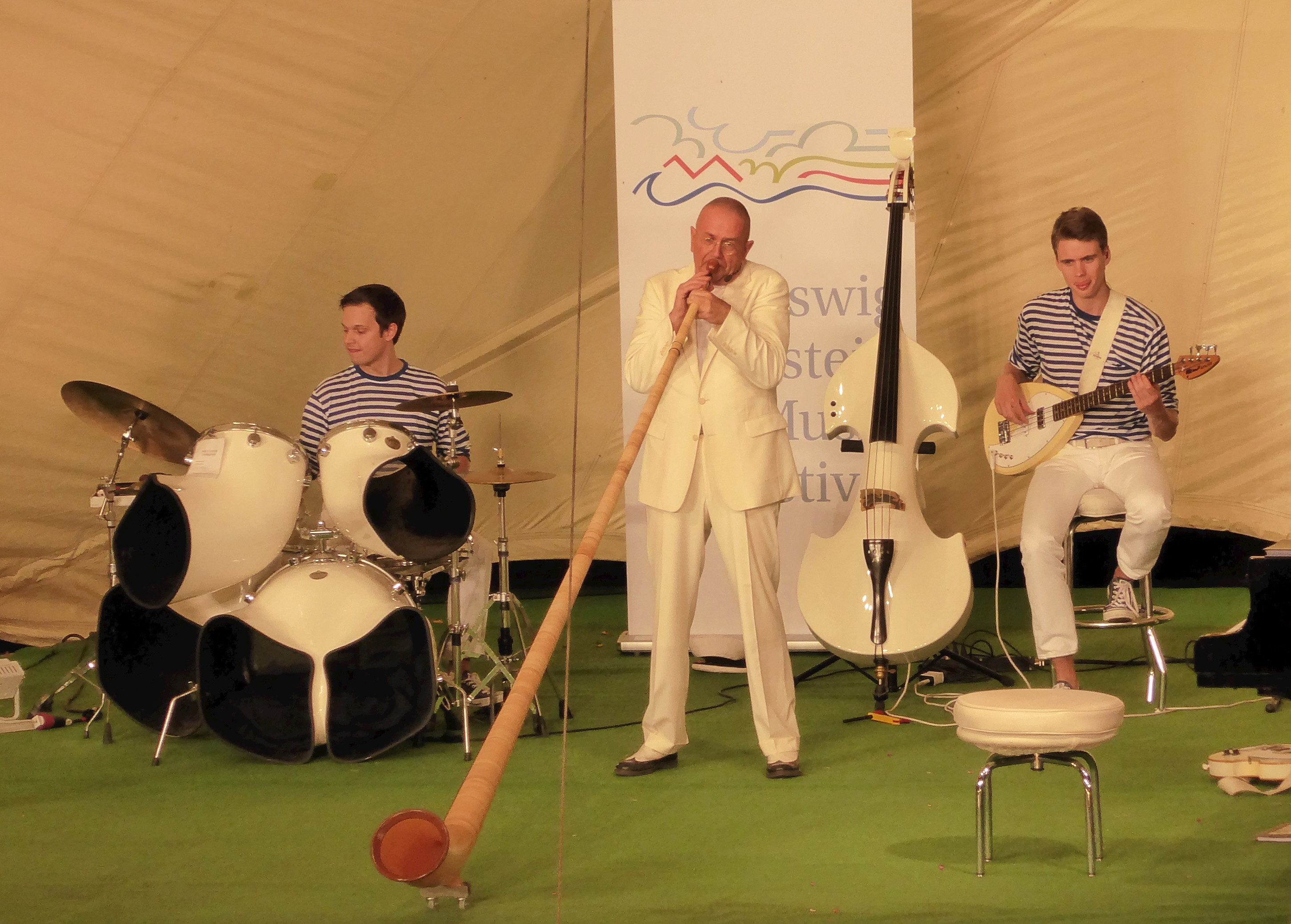
Hans Liberg (2015)

Die Programme Hans Libergs sind keine vollständigen Interpretationen von Stücken. Die Stücke werden lediglich angespielt, sodass das Publikum die Werke erkennen kann: Hans Liberg berücksichtigt Kompositionen von Johann Sebastian Bach, Frédéric Chopin, den Beatles und vielen anderen Komponisten. So vergleicht er beispielsweise das weiche französische (Claude Debussy – Clair de lune) mit dem harten deutschen Mondlicht (Ludwig van Beethoven – Mondscheinsonate). Eine Besonderheit sind dabei oft nahtlose Übergänge zwischen verschiedenen Stilepochen oder Komponisten. Mit weniger passenden Vergleichen, humoristischen Einlagen und teilweise verdrehten Informationen (Andrew Lloyd Mozart) spielt er ein Programm, das eine musikalische Grundbildung des Publikums voraussetzt.
Auf der Bühne gibt es auch Seitenhiebe gegen die musikalischen Aktivitäten von Richard Clayderman, André Rieu und Helmut Lotti. „Alles nur Neid!“, so sein eigener Kommentar dazu.

## Preise und Auszeichnungen

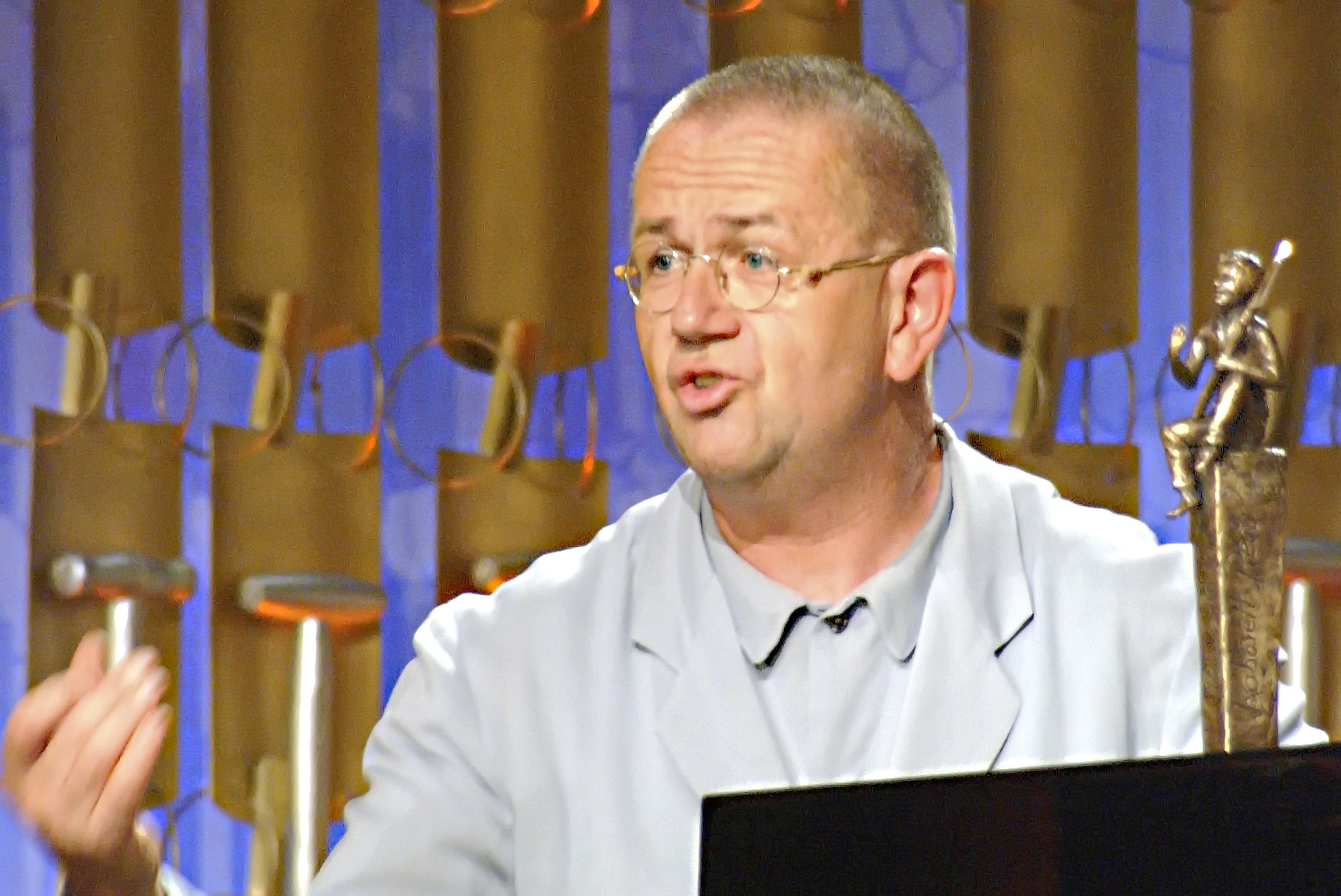
Bayerischer Kabarettpreis, 2003

- 1991: Schwerter Kleinkunstpreis für sein Programm „Wurzel Bach Live“
- 1991: Wilhelmshavener Knurrhahn – Kleinkunstpreis der Stadt Wilhelmshaven ebenfalls für „Wurzel Bach Live“
- 1991: Stern der Woche der Münchner Abendzeitung
- 1997: Emmy Award, Kategorie Popular Arts für das Fernsehprogramm „Liberg zapps himself“[2]
- 1997: Rose von Montreux, Kategorie: Kunst und Specials für das Fernsehprogramm „Liberg zapps himself“
- 1998: Moerser ComedyArts-Preis „Henriettchen“[3]
- 2003: Bayerischer Kabarettpreis, Kabarett-Musikpreis „Der goldene Spaten“
- 2004: Arosa Humor-Festival, „Der Schneestern“ für den besten Künstler des Festivals
- 2008: Ritter des Ordens vom Niederländischen Löwen
- 2014: Krefelder Krähe

## Diskografie
- Jetzt auch für Frauen (1994)
- Die Vi@gr@zeiten (1998)
- Neue Show (2001)
- TATATATA (2004)
- Die Neunte (2007)
- Das Beste (2009)
- 5er-DVD-Kollektion (2009, WortArt)
- Ick Hans Liberg (2012)

## Tourneen
| Jahr      | Niederländisch            | Deutsch               | Englisch      |
| --------- | ------------------------- | --------------------- | ------------- |
| 1983–1985 | DADA                      |                       |               |
| 1985–1987 | BergBerg                  |                       |               |
| 1987–1989 | Wortel Bach Live          | Wurzel Bach Live      |               |
| 1989–1991 | Chanel/4711               |                       |               |
| 1991–1992 | Internationaal            | International         | International |
| 1993–1996 | Nu Ook Voor Vrouwen       | Jetzt auch für Frauen |               |
| 1996–1998 | De vier Jaargetijden      | Die Vi@gr@zeiten      |               |
| 1998–2002 | Nieuwe Show               | Neue Show             |               |
| 2003–2005 | TATATATA                  | TATATATA              |               |
| 2005–2007 | De Negende                | Die Neunte            |               |
| 2008–2010 | 25 jaar – Het beste       | Das Beste             |               |
| 2010–2013 | Ick Hans Liberg           | Ick Hans Liberg       |               |
| 2013–2016 | Attacca                   | Attacca               |               |
| 2015–2016 | Jazz & Pop-Up Comedy      |                       |               |
| 2016–2017 | Trálálálá voor iederéén!! |                       |               |

## Publikationen
- Hans Liberg: Ick Hans Liberg. Balans, 2010, ISBN 94-6003-297-4.
- Hans Liberg, Übersetzt von Erika van der Wal: Ick dt. Edel, 2011, ISBN 3-8419-0015-1.
- Hans Liberg: Pablo, Pabl. Balans, 1991, ISBN 90-5018-145-7.